# Ingendael

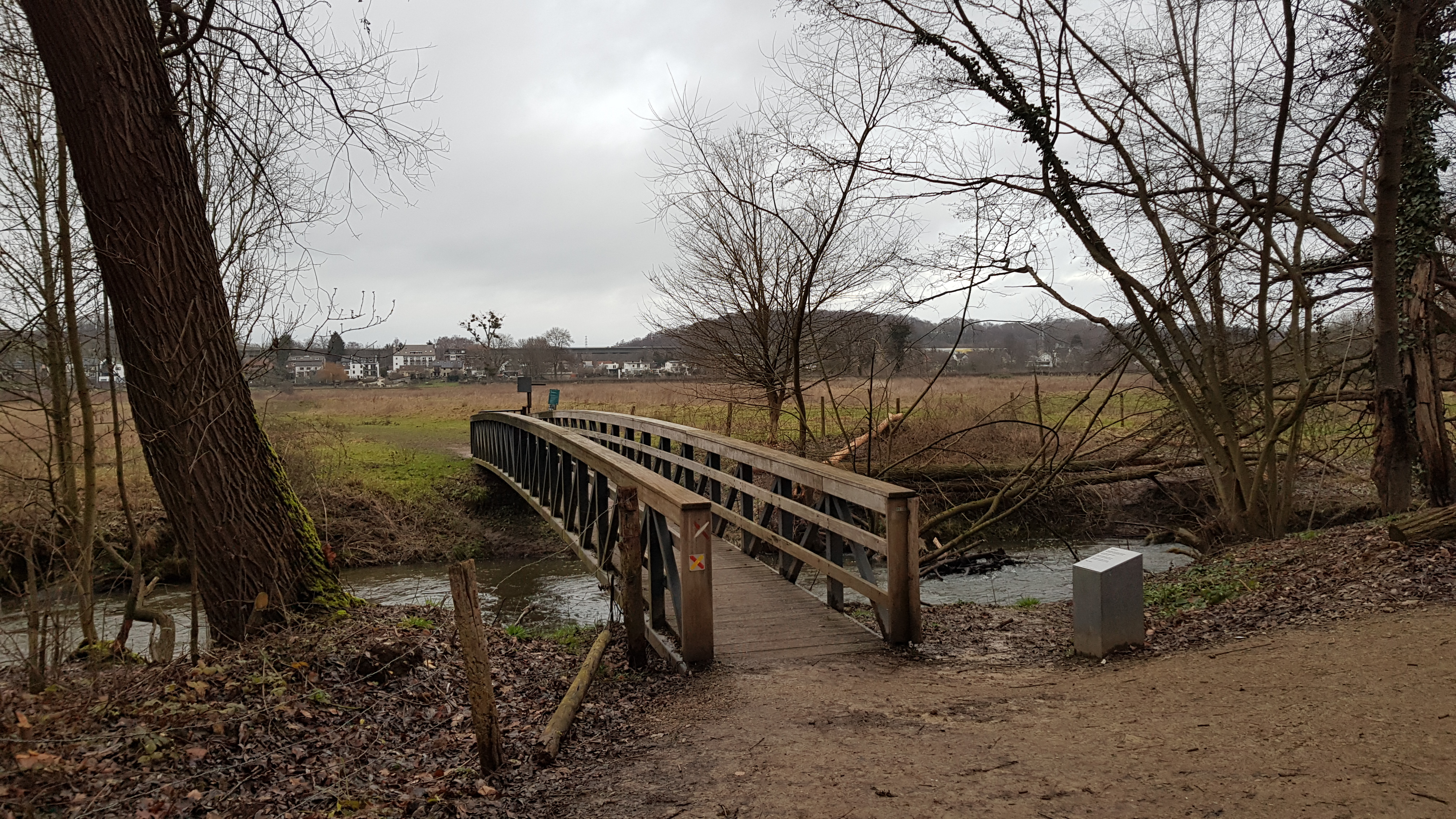
Brug over de Geul naar Ingendael

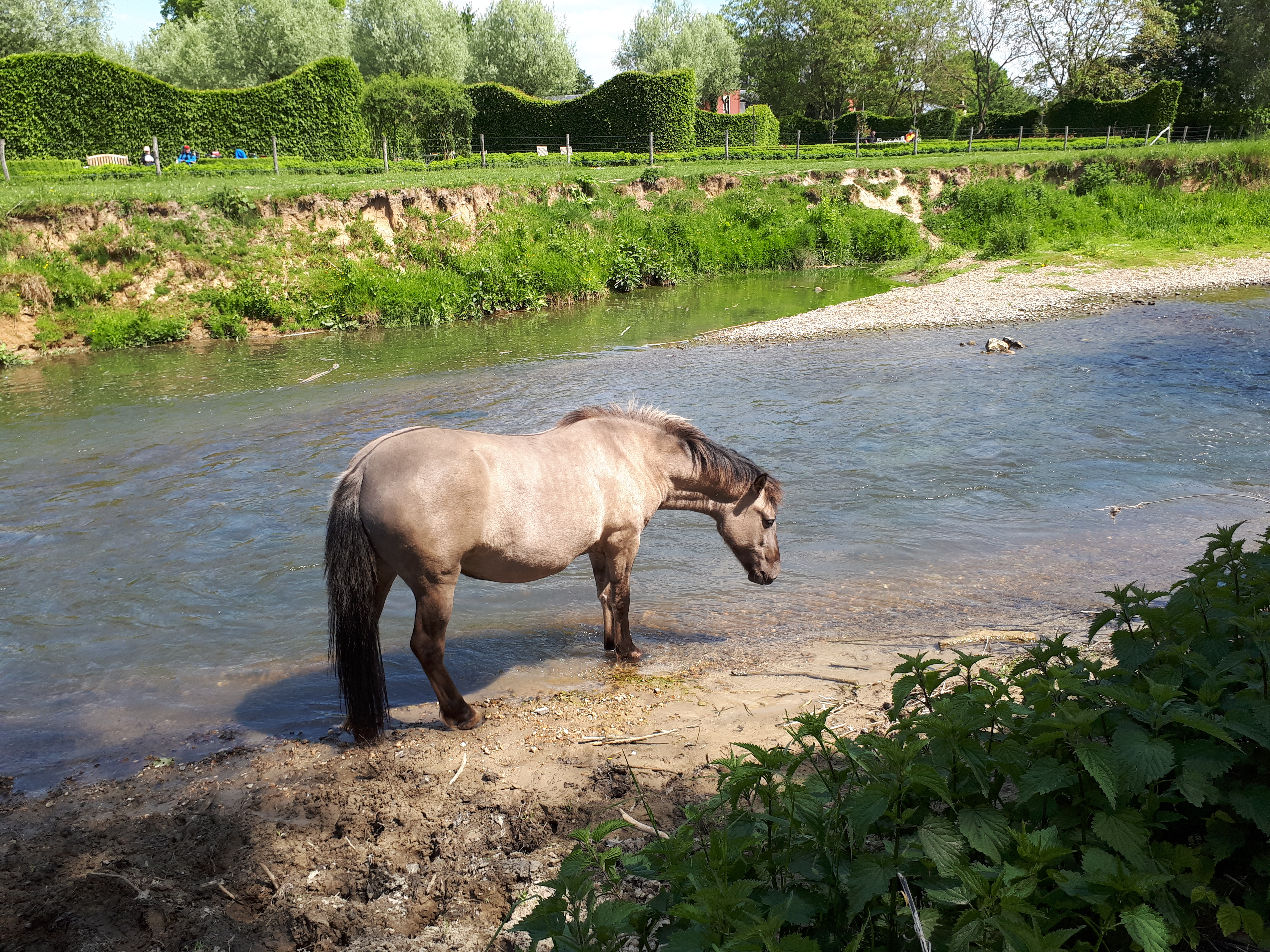
Een konik in Ingendael

Ingendael is een natuurgebied in Zuid-Limburg in de Nederlandse gemeente Valkenburg aan de Geul. Het gebied ligt in het Beneden Geuldal ten oosten van Geulhem, ten zuidoosten van Houthem, ten zuiden van Sint Gerlach, ten zuidwesten van Strabeek en ten westen van Valkenburg. Aan de noordzijde wordt het gebied begrensd door het IJsvogelpad en de daar langzaam oprijzende helling van de noordelijke dalwand. Aan de zuidzijde wordt het gebied begrensd door het bosgebied Bergse Heide op de zuidelijke hellingen van het Geuldal. Het riviertje de Geul meandert met name aan de zuidkant door het natuurgebied. In het oostelijk deel meandert de Strabeek door Ingendael om er vervolgens in de Geul uit te monden.
Ten noordwesten van Ingendael staat de Ronald McDonald Kindervallei en het Château St. Gerlach met ernaast de Sint-Gerlachuskerk. In een hoek van het gebied aan de noordrand bevindt zich het Gerlachusputje. 
De naam Ingendael betekent in het dal.

## Geschiedenis
Eeuwenlang was het gebied een woest onontgonnen landschap. In de middeleeuwen werd de natte dalbodem ontgonnen en veelal gebruikt als weiland en hooiland, waarbij het klooster Sint-Gerlach een belangrijke rol speelde. Ook werden de Geuloevers met puin, stenen of hout vastgelegd, zodat de landbouwgronden niet door de Geul werden weggespoeld.
In 1996 werd het gebied aangekocht door Het Limburgs Landschap en onttrokken aan landbouwkundig gebruik. 80 hectare werd teruggegeven aan natuur. Het Limburgs Landschap en ARK Natuurontwikkeling laten in het gebied de natuur zich vrij ontwikkelen om zo te komen tot een natuurlijk beekdallandschap. Zo werden na de aankoop de oeverbeschoeiingen verwijderd door Waterschap Roer en Overmaas om de beek vrij te laten meanderen.
Sinds 1999 stroomt ook de Strabeek weer vrij door het gebied en heeft daar een moerassig gebied gecreëerd.
In juli 2021 trof een overstroming het Geuldal toen de Geul buiten haar oevers trad en daarbij stond Ingendael vrijwel helemaal blank.

## Natuur
Het terrein is ruig en gevarieerd en de Geul kan vrijelijk meanderen en de oevers afkalven. In de oeverwanden van de beek maken ijsvogels hun nesten. Het water van de beek vormt op verschillende plekken grindstrandjes die een thuis zijn voor ontkiemende zwarte elzen en wilgen en waar de grote gele kwikstaart naar voedsel zoekt. Het gebied wordt begraasd door galloways en Konikpaarden. In het noordelijke deel van het gebied is in een laagte een moeras ontstaan.

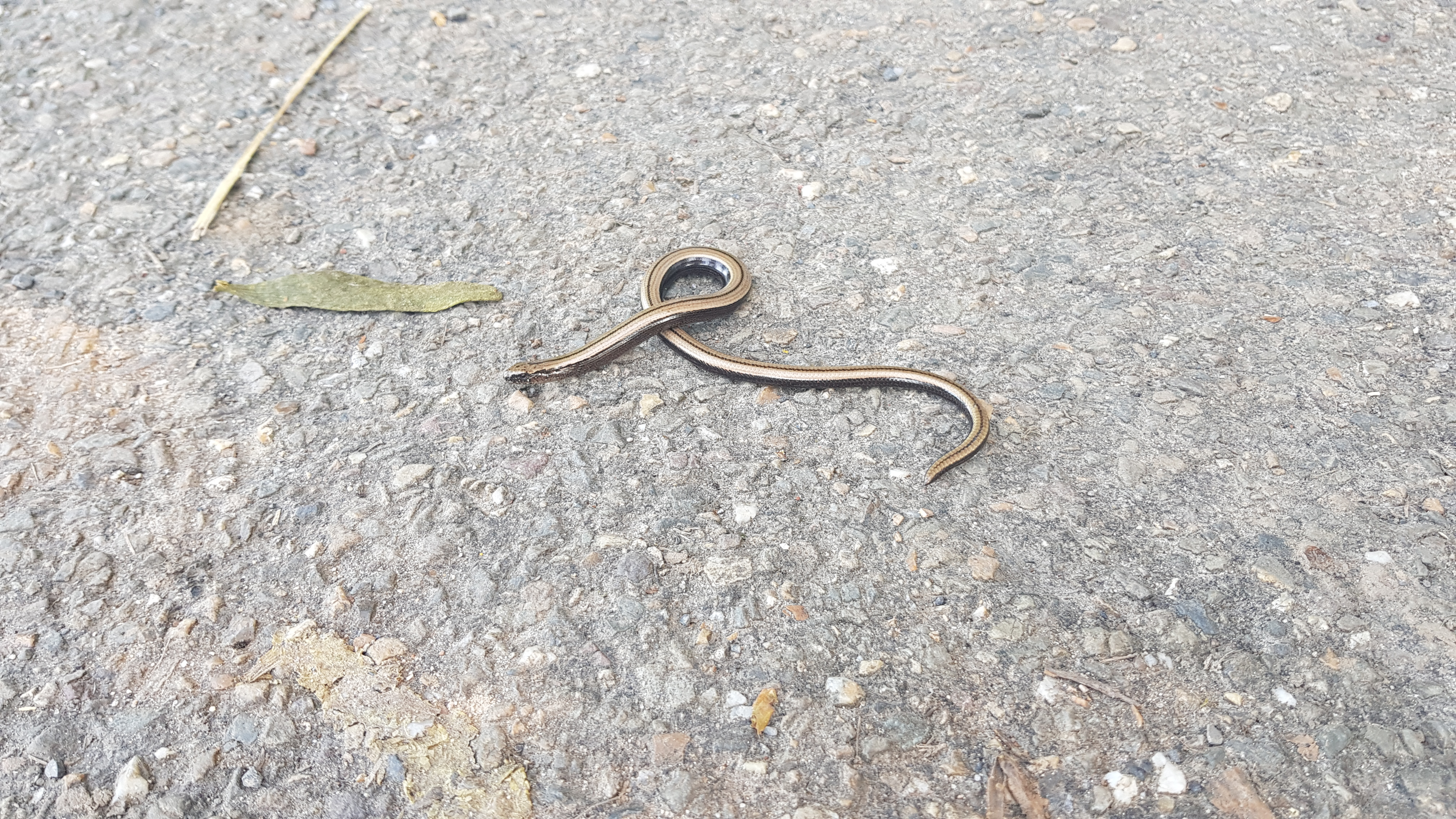
Hazelworm in Ingendael